# Kvarnbo, Uppsala
Kvarnbo är ett område som ligger i utkanten av Uppsala, ursprungligen en by i Läby socken. Kvarnbo ligger nära Stenhagen fast på andra sidan Enköpingsvägen. 
Kvarnbo omtalas första gången i skriftliga handlingar 1316, då Andreas And testamenterade ett torp "opidum dictum Kwernæbøle" med kvarn till Uppsala domkyrka. Kvarnen som fram till 1536 tillhörde domkyrkan övergick senare i Kunglig ägor, räntade 1417 3 pund mjöl och 15 penningar årligen. 1540-1568 fanns här ett mantal och kvarn.
Kvarnbo var förr en liten lantlig by som låg några kilometer bortifrån Uppsala. Men sedan Uppsala har vuxit har Kvarnbo vuxit ihop med övriga Uppsala sedan Stenhagen byggdes men har bibehållit sitt lantliga utseende. Kvarnbo var hemvist för Bruno Liljefors under hans tid i Uppsala.
1990 avgränsades en småort i området, den hade beteckningen Starbo + Kvarnbo och småortskod S0937. Sedan 1995 är området istället en del av Uppsala tätort.
I Kvarnbo finns Akademistallet med en ridskola som ägs och drivs av Upplands-Västmanlands Fältrittklubb UVFK.